# Gar Qu
Der Gar Qu (chinesisch 尕尔曲, 尕爾曲, Gǎ'ěr Qū) ist ein Fluss im Quellgebiet des Jangtsekiang in der chinesischen Provinz Qinghai. Er ist 162 km lang und entwässert ein Gebiet von 4120 km².

## Verlauf
Er entspringt einem Gletscher unweit der Quelle des Tuotuo He, eines der Quellflüsse des Jangtsekiang, fließt im Großen und Ganzen nach Nordosten und mündet von links in den Bu Qu (布曲,  Pu-ch’ü), welcher kurz darauf in den Dam Chu, einen weiteren Quellfluss des Jangtsekiang, mündet. Unmittelbar oberhalb der Mündung queren die Qingzang-Bahn und die Nationalstraße G109 den Fluss. Der gesamte Flusslauf liegt in der zur kreisfreien Stadt Golmud im Autonomen Bezirk Haixi der Mongolen und Tibeter gehörigen Großgemeinde Dangla.

## Mörön Us
Der Gar Qu gilt erst in neuerer Zeit als Nebenfluss des Bu Qu. Vorher galt er als Oberlauf eines Flusslaufs namens Mörön Us (chinesisch 木鲁乌苏河, Pinyin Muluwusu He, kyrillisch Маруй-Ус (Maruj-Us) oder Дечу (Deču)), der nach Aufnahme des Bu Qu und des Dam Chu in den Ulaan Mörön (kyr. Улан-Мурэн (Ulan-Murèn)) mündet, welcher aus dem Tuotuo He und dem Oberlauf des Tongtian He bis zur Einmündung des Chumar besteht. Auf anderen Karten setzt sich der Mu-lu-wu-su Ho bis zum Chumar fort, und der Tuotuo He heißt bereits T’o-t’o Ho.
Für andere galt der Zusammenfluss von Gar Qu und Bu Qu als Beginn des Tongtian He, weshalb der zwischen der Eisenbahn- und der Straßenbrücke gelegene Ort Garquyan (尕尔曲沿, 33° 52′ 41,5″ N, 92° 20′ 55,5″ O) bis 1976 Tongtianheyan (通天河沿) hieß, ein Name, der heute (2011) noch bei Google Maps verwendet wird.